# Dietrich Riebensahm
Dietrich Riebensahm (vollständig Heinz Dietrich Gottehr Riebensahm; * 5. August 1931 in Schaaken (Ostpreußen); † 7. Oktober 2013 in Kassel) war ein deutscher Politiker der FDP.
Riebensahm studierte Markscheidewesen an der Montanistischen Hochschule Leoben in Österreich und graduierte dort zum Diplom-Ingenieur. Während seiner Studienzeit wurde er Mitglied der schlagenden Studentenverbindung Corps Schacht.
Nach dem Studium absolvierte Riebensahm eine praktische Ausbildung in diversen Bergwerksbetrieben und bekam 1959 die Konzession als Markscheider durch das Oberbergamt Dortmund verliehen.
Er trat 1972 der FDP bei. Am 13. Dezember 1982 rückte er für den ausgeschiedenen Abgeordneten Andreas von Schoeler in den Deutschen Bundestag nach und blieb dort bis zum Ende der Wahlperiode 1983 Mitglied.